# Bernhard Strebel (Historiker)
Bernhard Strebel (* 1962) ist ein deutscher Historiker und Sachbuchautor mit Schwerpunkt Aufarbeitung der Zeit des Nationalsozialismus.

## Leben
Bernhard Strebel studierte Geschichte und Literaturwissenschaften an der Leibniz Universität Hannover. Seit Anfang der 1990er Jahre forschte er insbesondere zum KZ Ravensbrück und promovierte 2001 an der Uni Hannover mit einer Gesamtdarstellung zur Geschichte dieses Frauen-Konzentrationslagers. Seine Dissertation wurde in einer von ihm überarbeiteten Fassung, zusammen mit einem Vorwort der französischen Ethnologin und Widerstandskämpferin Germaine Tillion, 2003 unter dem Titel Das KZ Ravensbrück. Geschichte eines Lagerkomplexes beim Paderborner Schöningh-Verlag veröffentlicht und im Oktober 2003 in Paris mit dem „Prix Guillaume Fichet – Octave Simon“ ausgezeichnet. Seit 2005 kam eine französische Übersetzung bei Fayard in Paris heraus, seit Ende letzten Jahres eine polnische Übersetzung des Buches vor.
Strebels Arbeitsschwerpunkte als Historiker sind die Geschichte des Nationalsozialismus, insbesondere Konzentrationslager, Zwangsarbeit, Kriegswirtschaft und Judenverfolgung.  Er veröffentlichte zu diesem Themenbereich bislang mehrere Sachbücher; u. a. gab er 2002 die von ihm aus dem Englischen übersetzte und kommentierte Autobiografie der Holocaust-Überlebenden Ruth Herskovits-Gutmann heraus, deren Familie mit der des hannoverschen Rabbiners Lesser Knoller befreundet war. Im Auftrag der Max-Planck-Gesellschaft zur Förderung der Wissenschaften publizierte Strebel gemeinsam mit Jens-Christian Wagner (Co-Autor) und Carola Sachse (Herausgeberin) 2003 einen „Überblick“ über die Zwangsarbeit für Forschungseinrichtungen der Kaiser-Wilhelm-Gesellschaft in der Zeit des Zweiten Weltkrieges. Seine Forschungsergebnisse über das Massaker von Celle vom April 1945, wurden 2013 in der Schriftenreihe Celler Beiträge zur Landes- und Kulturgeschichte des Stadtarchivs von Celle und des Celler Bomann-Museums veröffentlicht.
Ende der 1990er/Anfang der 2000er Jahre war Strebel als wissenschaftlicher Mitarbeiter an der Gedenkstätte Bergen-Belsen tätig.
In zweijähriger Arbeit bis 2010 erstellte Strebel im Auftrag des Stadtrats von Celle ein Gutachten über die Straßennamen in Celle und personelle Verbindungen mit dem Nationalsozialismus, das öffentliche Aufmerksamkeit erregte und zu einer kontroversen Diskussion führte. Kritik wurde u. a. an Strebels Ausarbeitung über NS-Verstrickungen des ehemaligen Celler Oberbürgermeisters Helmuth Hörstmann geübt. Der sich selbst als „Hobbyhistoriker“ bezeichnende Celler Jurist Peter Weise warf Strebel „falsche Schlussfolgerungen“ sowie „Unwissenschaftlichkeit“ vor – und musste sich diesen Vorwurf schließlich öffentlich selbst gefallen lassen. Weises Vorwürfe wurden von Hans-Ulrich Thamer, Mitglied der Bewertungskommission zu den Celler Straßennamen, als „haltlos“ zurückgewiesen; sowohl Strebels Vorgehensweise als auch sein Gutachten seien fachlich korrekt. Der Vorwurf der Unwissenschaftlichkeit, so Thamer, sei ein „beliebtes Verfahren, etwas Unbeliebtes herunter zu hängen“. In der Folge kam es zu einer kontroversen Auseinandersetzung in Kommunalpolitik und Öffentlichkeit über den Umgang mit Strebels Gutachten und der Umbenennung von Straßen.
Bernhard Strebel lebt und arbeitet in Hannover.

## Veröffentlichungen
Autorenschaft
- Bernhard Strebel: Die „Rosa-Winkel-Häftlinge“ im Männerlager des KZ Ravensbrück, in: Herbert Diercks (Red.): Verfolgung von Homosexuellen im Nationalsozialismus (= Beiträge zur Geschichte der nationalsozialistischen Verfolgung in Norddeutschland, Heft 5), Hrsg.: KZ-Gedenkstätte Neuengamme, Bremen: Edition Temmen, 1999, ISBN 3-86108-738-3, S. 34–41; Inhaltsverzeichnis
- Das KZ Ravensbrück. Geschichte eines Lagerkomplexes. Mit einem Vorwort von Germaine Tillion. Schöningh, Paderborn u. a. 2003, ISBN 3-506-70123-1 (zugleich Dissertation unter dem Titel Der Lagerkomplex des KZ Ravensbrück, Uni Hannover 2001; Rezension bei H-Soz-Kult).
  - in französischer Übersetzung von Odile Demange: Ravensbrück. Un complexe concentrationnaire (= Pour une histoire du XXe siècle). Mit einem Vorwort von Germaine Tillion. Fayard, Paris 2005, ISBN 2-213-62423-2.
- zusammen mit Jens-Christian Wagner: Zwangsarbeit für Forschungseinrichtungen der Kaiser-Wilhelm-Gesellschaft 1939–1945. Ein Überblick (= Ergebnisse. Vorabdrucke aus dem Forschungsprogramm „Geschichte der Kaiser-Wilhelm-Gesellschaft im Nationalsozialismus“, Nr. 11). Herausgegeben von Carola Sachse im Auftrag der Präsidentenkommission der Max-Planck-Gesellschaft zur Förderung der Wissenschaften e. V. (MPG). Forschungsprogramm „Geschichte der Kaiser-Wilhelm-Gesellschaft im Nationalsozialismus“, Berlin 2003 (online frei verfügbar; PDF, 620 kB).
- Celle April 1945 revisited. Ein amerikanischer Bombenangriff, deutsche Massaker an KZ-Häftlingen und ein britisches Gerichtsverfahren (= Celler Beiträge zur Landes- und Kulturgeschichte. Schriftenreihe des Stadtarchivs und des Bomann-Museums Celle, Band 38). 2. Auflage. Herausgegeben von der Stadt Celle. Verlag für Regionalgeschichte, Bielefeld 2013, ISBN 978-3-89534-938-6.
- „Es ist nicht ganz einerlei, wie die Straße heißt, in der man wohnt.“ Straßennamen in Celle und personelle Verbindungen mit dem Nationalsozialismus. Durchgesehene und ergänzte Fassung. Im Auftrag der Stadt Celle. Hannover 2010 (Gutachten; online frei verfügbar; PDF, 758 kB).

Herausgeberschaft
- Ruth Herskovits-Gutmann: Auswanderung vorläufig nicht möglich. Die Geschichte der Familie Herskovits aus Hannover. Herausgegeben, übersetzt (aus dem Englischen) und kommentiert von Bernhard Strebel. Wallstein-Verlag, Göttingen 2002, ISBN 3-89244-507-9 (Auszüge bei Google Books).